# Heliconius lepidus
Heliconius lepidus är en fjärilsart som beskrevs av Riffarth 1907. Heliconius lepidus ingår i släktet Heliconius och familjen praktfjärilar. Inga underarter finns listade i Catalogue of Life.